# Sierra de la Laguna (Arizona)
La sierra de la Laguna es una pequeña sierra con un cordal montañoso circular que se ubica en el extremo suroccidental de Arizona al noreste de la ciudad de Yuma y al este de Winterhaven en el río Colorado. El Colorado forma el perímetro occidental de la sierra y el Lago Mittry en el Colorado se ubica al noroeste de la sierra.
El río Gila está ubicado en su perímetro sureste-sur, en donde confluye con el río Colorado. Podemos decir que sólo el norte y noreste de la sierra no estáns limitado por una cuenca hidrográfica. El norte de la sierra posee una pequeña cuenca al oeste del río Colorado y del Lago Mittry y limita al sur con el tierras de prueba de Yuma. El noreste está limitado por el arroyo del Domo del Castillo que se dirige en dirección sur al noroeste de la meseta del Domo del Castillo.